# 岩崎紘子
岩崎紘子（いわさきひろこ、本名同じ）は、日本のライター、作家、タレント、MCとして活動するクリエイター。株式会社岩崎紘子事務所代表取締役。

## 経歴
長野県長野市出身。長野県長野東高等学校、私立清泉女学院短期大学、石坂学園長野調理専門学校を経て、いったんは就職。
2003年2月、東京での仕事を諦めきれずに、家出同然で上京。
同じ高校でサークル活動を共にした、作家斎藤ゆうすけを頼り、2003年3月よりペンネーム『天野透（あまのとおる）』としてフリーランスライターの活動を開始。作家水城正太郎が統括するクリエイター集団『A-TEAM』に所属する。
2003年エンターブレイン刊行のビジュアルファンブック制作に関わったのを皮切りに、主婦の友『声優グランプリ』番組連動企画の連載、2004年には、ライター名「とーる」として双葉社『パチンコ攻略マガジン』の専属ライターとなる。
以降、テレビ、ラジオ、イベントMCなどにも活躍の場を広げる。

## エピソード
- 小学校、中学校といじめにあっており、現在でも人見知り（公式ブログ内参照。）。
- 公式プロフィールに身長150cmと記載しているが、実際は149cmだった（マルハンプレスプロフィール欄参照。）。
- 弟は自衛官で、東北地方太平洋沖地震の災害派遣に参加（本人ブログより）。

## 活動履歴[1]

### 雑誌
- パチンコ攻略マガジン（双葉社）
- 週刊大衆（双葉社）
- 漫画10番勝負（双葉社）
- 声優グランプリ（主婦の友インフォス情報社）
- Yahoo! BBマガジン（ソフトバンクパブリッシング）
- スーパーリーチマニア（辰巳出版）
- プレミアムリーチ完全攻略DVD（コアマガジン）
- オリジナル実戦術（コアマガジン）
- マルハンプレス（株式会社アウリス）
- らぶパチ（株式会社アウリス）
- 月刊パチチャンス（株式会社ジープラス）
- ファミ通Mobage（エンターブレイン）
- ファミ通GREE（エンターブレイン）
- アプリスタイル（イースト・プレス）

### インターネットコラム
- パチマガスロマガi、ez、s
- 熱中パチ☆スロ
- パチＶスロランド
- らぶパチ
- ぱちくる
- 楽天市場ラウンジ
- 竹書房　スーパーパチスロ７７７

### ムック本等
- sakura～雪月花～ビジュアルファンブック（エンターブレイン）
- iPhoneアプリPERFECT（インフォレスト）

### ゲームシナリオ
- エターナル・ギルティ異聞（ホビー・データ プレイバイメール）
- 女子アナ 秘密の恋（iモード公式）
- 最強アイドル彼氏（iモード公式）
- ラストバレット（フリュー　ニンテンドーDS）
- 蒼空のフロンティア（フロンティアワークス プレイバイウェブ）
- ケータイ王子（mixiアプリ）

### 小説
- 透明な彼女（スポニチ携帯サイト）
- never cry...（歌ネットモバイル）
- Minor girl（歌ネットモバイル）
- アトリエがらんどう（pixiv Visual Story）

### 映像
- パチマガ～ボーズウォーズ（2005年、パチ・スロ サイトセブンTV）
- パチマガMEGA WARS 第1章～8章（2006～2007年、パチ・スロ サイトセブンTV）
- ヤングの"ノリ打ちでポン！"（2007年、パチンコ★パチスロTV!）
- とーるのすごろくサバイバル（2007年、パチンコ★パチスロTV!）
- 平成パチンコパチスロ下克上！パチテレ王座決定戦！！（2007年、パチンコ★パチスロTV!）
- 新台759（2007年・2008年、パチンコ★パチスロTV!）
- パチプロSTYLE（2007年・2008年、パチンコ★パチスロTV!）
- パチプロ奥義伝承！実戦守山塾（2008年、MONDO21）
- モンド杯女流王座決定戦（2008年、MONDO21）優勝
- 木村魚拓の窓際の向こうに（2009年、パチンコ★パチスロTV!）
- パチンコ研究所（2009年、熊本放送）
- DOUBLE JOB（2009年、パチンコ★パチスロTV）ドラマ 主演・脚本
- パチンコ激闘伝!実戦守山塾（2009年・2010年・2011年・2012年、MONDO21）
- レディースバトル～二階堂が挑戦～（2008年・2009年・2010年・2011年・2012年、パチンコ★パチスロTV!）
- パチンコ実戦塾（2008～2010年、パチンコ★パチスロTV!）レギュラー

### ラジオ番組
- パチマガチャンネル（双葉社）WEBラジオ
- パチマガチャンネルの屋根裏（双葉社）WEBラジオ
- 夢をあきらめないラジオ ゆめらじ（アニメイトTV）
- 週刊BEAT CLUB（CRT栃木放送）